# شاه موش

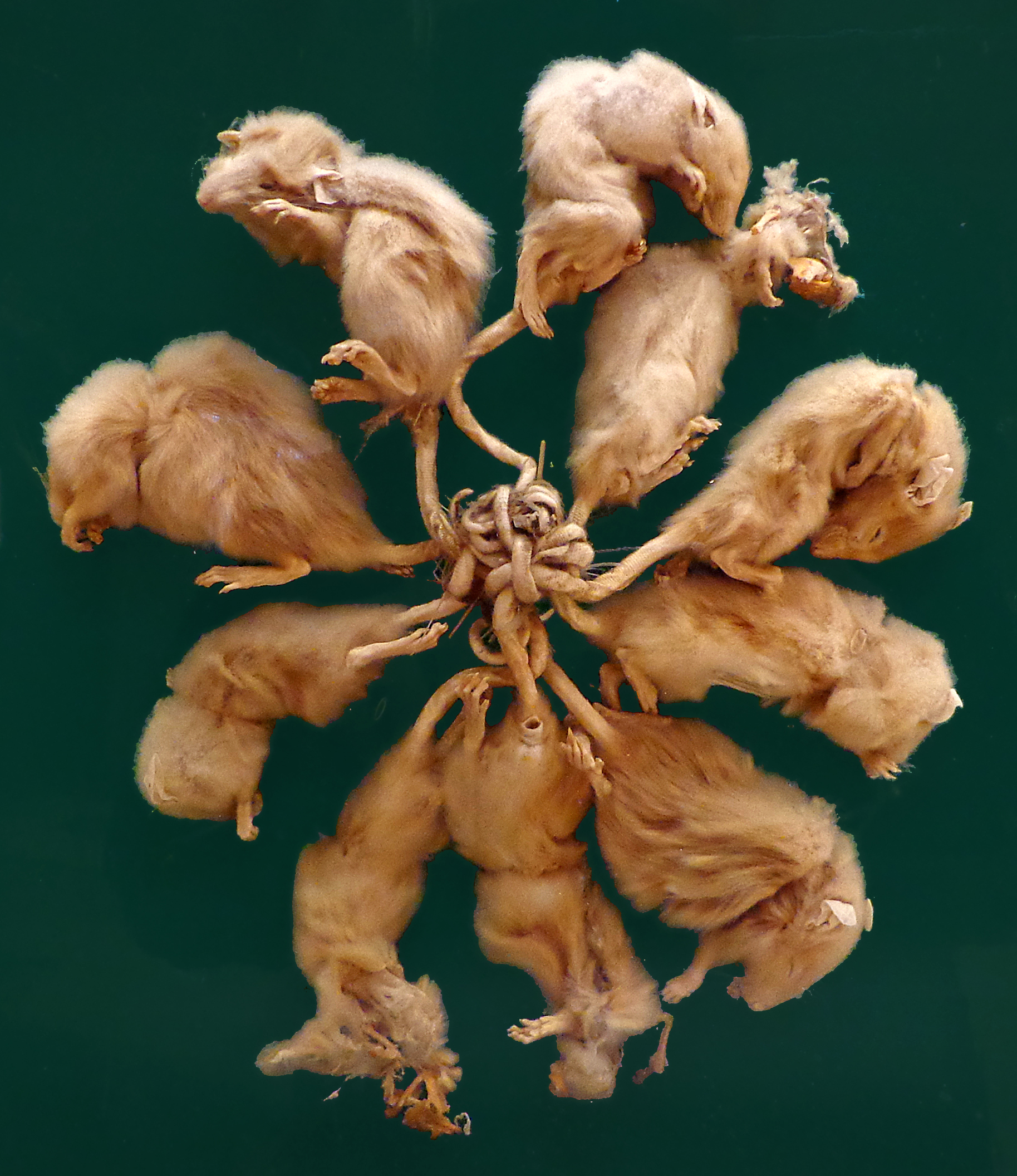
پادشاه موش از دلفلد آلمان در باغ وحش موزه استراسبورگ فرانسه. در سال ۱۸۹۵ پیدا شد.

پادشاه موش به مجموعه موشهایی گفته می‌شود که دم آنها به هم گره خورده و توسط یکی از چندین مکانیسم ممکن به هم متصل شده‌است، مانند مواد درگیر مانند مو یا مواد چسبنده مانند شیره یا آدامس یا گره خوردن بهم. از نظر تاریخی، این پدیده ادعایی به ویژه با آلمان در ارتباط است. چندین نمونه در موزه‌ها حفظ شده‌است اما موارد معدودی از پادشاهان موش در دوران مدرن مشاهده شده‌است.
پدیده مشابهی با سنجاب‌ها مشاهده شده‌است، که نمونه‌های مدرن مستند داشته‌است.
در فرهنگ عامیانه، پادشاهان موش با خرافات مختلفی در ارتباط هستند و غالباً به عنوان یک فال بد، خصوصاً در ارتباط با آفت دیده می‌شوند.

## ریشه‌شناسی و فرهنگ عامیانه
اصطلاح اصلی آلمانی، Rattenkönig، به انگلیسی به عنوان پادشاه موش و به فرانسوی به عنوان roi des rats raququated شد. این اصطلاح در اصل در مورد موشهای صحرایی واقعی به کار نمی‌رفت، بلکه برای افرادی که از دیگران زندگی می‌کردند استفاده شد. کنراد گسنر در Historia animalium (1551–58) اظهار داشت: «برخی تصور می‌کنند که موش در سنین پیری نیرومند می‌شود و از بچه‌های جوان تغذیه می‌شود: این را شاه موش می‌نامند.» مارتین لوتر اظهار داشت: «سرانجام، پاپ، پادشاه موش‌ها در بالای آن قرار دارد.» بعداً، این اصطلاح به پادشاهی نشسته بر تختی از گره‌های گره خورده گفته می‌شد.
یک نظریه جایگزین بیان می‌کند که این نام در فرانسه rouet de rats بود (یا یک چرخ چرخنده موش، دم گره خورده پره‌های چرخ است)، با این اصطلاح در طول زمان به roi des rats.
از نظر تاریخی، شاه موش به عنوان یک فال بد در نظر گرفته می‌شد، به احتمال زیاد به دلیل اینکه موش‌ها ناقل بیماری‌هایی مانند طاعون بودند.

## تاریخ

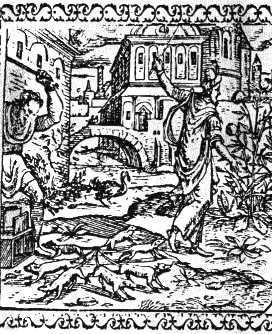
پادشاه موش صحرایی در هیزم قرن ۱۶ نشان داده شده‌است

اولین گزارش از شاهان موش صحرایی از سال ۱۵۶۴ است. بیشتر نمونه‌های موجود از موش‌های سیاه (Rattus rattus) تشکیل شده‌است.
نمونه‌هایی از شاهان موش صحرایی در برخی موزه‌ها نگهداری می‌شود. موزه Mauritianum در آلتنبورگ تورینگن، بزرگترین مومیایی مشهور «پادشاه موش» را نشان می‌دهد که در سال ۱۸۲۸ در یک شومینه آسیاب در بوخیم پیدا شد. از ۳۲ موش تشکیل شده‌است. شاهان موش صحرایی با الکل در موزه‌های هامبورگ، گوتینگن، هملین، اشتوتگارت، استراسبورگ و نانت نشان داده می‌شوند.
در آوریل ۱۹۲۹، گروهی از موشهای جنگلی جوان (Apodemus sylvaticus) در هولشتاین، آلمان گزارش شد.
یک پادشاه موش که در سال ۱۹۳۰ در نیوزیلند پیدا شد و در موزه اوتاگو در دوندین به نمایش درآمده بود، از موشهای سیاه نابالغ تشکیل شده بود که دم آنها با موی اسب گره خورده بود.
یک پادشاه موش در سال ۱۹۶۳ توسط یک کشاورز در Rucphen، هلند کشف شد، همان‌طور که توسط Cryptozoologist M. Schneider منتشر شد، شامل هفت موش صحرایی است. همه آنها تا زمان معاینه کشته شدند. تصاویر اشعه ایکس تشکیلات پینه در شکستگی‌های دم آنها را نشان می‌دهد، که نشان می‌دهد این حیوانات برای مدت طولانی با درهم آمدن دم زنده مانده‌اند.
مشاهدات این پدیده در دوران مدرن، به ویژه در مواردی که نمونه‌ها زنده هستند، بسیار نادر است. یکی از مشاهدات سال ۲۰۰۵ مربوط به یک کشاورز استونیایی در سارو، منطقه Võrumaa است. بسیاری از موشهای نمونه زنده بودند. موزه جانورشناسی دانشگاه تارتو در استونی این نمونه را دارد.
علاوه بر نمونه استونی، موارد پس از ۲۰۰۰ سلطان سنجاب گزارش شده‌است. دامپزشکان در هر دو مورد زنده پیدا شدند، مجبور شدند آنها را از هم جدا کنند زیرا به‌طور بالقوه به‌طور مهلکی به هم چسبیده بودند، در غیر این صورت ممکن است از گرسنگی بکشند یا توسط یک شکارچی خورده شوند. بنابراین، یک پادشاه سنجاب از شش سنجاب که بهمراه شیره کاج چسبیده بودند در ژوئن ۲۰۱۳ در رجینا، ساسکاچوان، کانادا پیدا شد و پنج سنجاب خاکستری خردسال در ویسکانسین، ایالات متحده آمریکا در سال ۲۰۱۸ پیدا شد. برای این پنج نفر، مواد لانه اطراف، چمن و پلاستیک بیشتر با آنها گره خورده‌است. گره باعث آسیب بافتی به دم آنها شد.

## توضیحات احتمالی
وجود این پدیده به دلیل شواهد محدودی که به‌طور طبیعی اتفاق می‌افتد مورد بحث است. نگرانی دیگر این احتمال است که برخی از نمونه‌های موزه حفظ شده با قدمت چند قرن ساخته شوند، از جمله جعل‌هایی که در دوران قرون وسطی رایج است. طبیعت گرایان قرن هفدهم تا هجدهم فرضیه‌های زیادی را برای توضیح این پدیده مطرح کردند. واهخلتینینیحبیشتر آنها مشکوک بودند، از موشهای صحرایی که هنگام تولد به هم چسبیده بودند و بعداً چسبیده بودن، گرفته تا موش‌های سالم که عمداً خود را به موش‌های ضعیف گره می‌زدند تا لانه درست کنند. یک توضیح احتمالی این است که دم قابل انعطاف طولانی موش سیاه می‌تواند در معرض مواد چسبنده یا منجمد مانند سبوم (ترشحی از خود پوست)، شیره، مواد غذایی یا محصولات دفع باشد.
این مخلوط به عنوان عامل اتصال عمل می‌کند و ممکن است هنگام خوابیدن، به خصوص هنگامی که موش‌ها در زمستان در مجاورت زندگی می‌کنند، جامد شود. وقتی فهمیدند که مقید هستند، مبارزه می‌کنند و گره بیشتر می‌شود. این توضیح با توجه به اینکه بیشتر موارد در زمستان و در فضاهای محدود پیدا شده قابل قبول است. اما برنز، متصدی علوم طبیعی در موزه اوتاگو، در مورد نمونه موزه خود گفت: "موشهای کشتی [موشهای سیاه]، طبق برخی نظریه‌ها، از موش‌ها بالا می‌روند، بنابراین دم آنها دارای رفلکس قابل توجه است، در لانه، آنها نگه دارید. "
جانورشناسان نسبت به آن تردید دارند و می‌گویند، گرچه از نظر تئوری امکان‌پذیر است، موش‌ها به سختی می‌توانند در چنین شرایطی برای مدت طولانی زنده بمانند. به خصوص اگر دما افزایش یابد یا دم خود یا دیگری را بخورد تا بتواند خود را آزاد کند. آنها همچنین درد خواهند داشت. از آنجا که موشهای سیاه در طول زمستان‌ها برای گرما بهم می‌پیوندند، از راه دور امکان دارد که طبیعی باشد.
با توجه به جعلی بودن برخی از نمونه‌های حفظ شده، ساخت این ماده به احتمال زیاد بر روی نمونه‌های مرده انجام می‌شده‌است، با توجه به این که اگر زنده بودن موش‌ها کار دشواری باشد. مشاهده صحیح این پدیده، تحت نظارت علمی، که بطور طبیعی با موشهای زنده از ابتدا تا انتها اتفاق می‌افتد، هنوز اتفاق نیفتاده است.
با این حال، کارشناسان از این موارد تصادفات عجیب و غریب پشتیبانی می‌کنند و مواردی که گاهی اوقات برای سنجاب‌ها اتفاق می‌افتد - از خانواده جوندگان نیز به خوبی مشاهده می‌شود. مطالعه ای که در سال ۲۰۰۷ در مجله Proceedings of the Academy of Science, Biology and Ecology منتشر شد، به دنبال یافتن نمونه دانشگاه تارتو، نتیجه گرفت که این پدیده ممکن است اما نادر است.

## در فرهنگ عامه

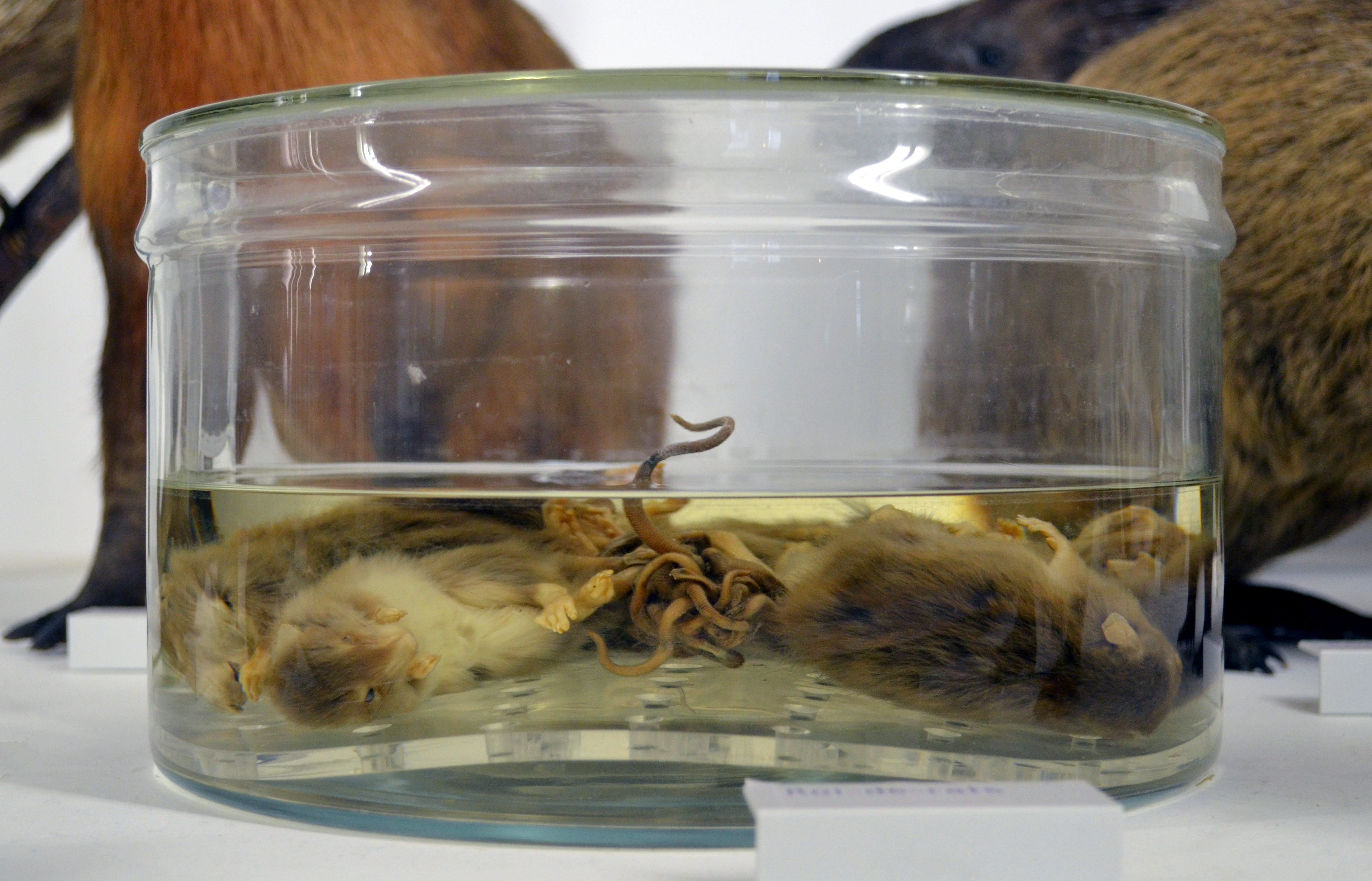
پادشاه موش صحرایی در سال ۱۹۸۶ در Vendée

پادشاهان موش در رمان‌هایی مانند به نظر می‌رسد این توسط استفن کینگ، آکاردئون جرایم توسط آنی پرولکس، داستان بد موش توسط برایان تالبوت، Ratking توسط مایکل Dibdin ,Rotters توسط دانیل کراوس، رفقایتان توسط اسکات Westerfeld، فراموش نشدنی از Alaizabel کری توسط کریسWooding , Rats and Gargoyles نوشته ماری جنتل، لوتر: ندای نیل کراس، جنگ برای لات توسط استرلینگ ای. لانیر، سردخانه توسط دیوید کوپ، جایی که نقش برجسته ای دارد و موش‌ها توسط جیمز هربرت. داستان کوتاه بالهای لوری مور شامل زوجی است که یک پادشاه موش صحرایی را در اتاق زیر شیروانی خود کشف می‌کنند.
در مجموعه کتابهای طنز آلن مور و ایان گیبسون، تصنیف هالو جونز، موش موش سلاحی از جنگ بود، یک مجموعه فوق‌العاده هوشمند که قادر به هماهنگی حملات موشهای معمولی در مقیاس جهانی بود و یک سیاره کامل را از بین برد.
در موریس شگفت‌انگیز و جوندگان تحصیل کرده اش توسط تری پراتشت، کیت با شک و تردید خاطرنشان می‌کند که کثیفی مربوط به گره زدن موش‌های جوان در سنین جوانی در لانه موش یافت نمی‌شود و مظنون است که یک پادشاه موش به عنوان نوعی ایجاد شده‌است پروژه توسط خود یک گیرنده موش.
یک پادشاه موش، که عنکبوت نامیده می‌شود، به دلیل داشتن هشت موش تشکیل دهنده، با کینه خود نسبت به بشریت برای خلقت آسیب زا، از این موضوع پشتیبانی می‌کند. در یادداشت نویسنده ای در انتهای رمان، پراتشت این نظریه را مطرح می‌کند که "در دوره‌های مختلف، بعضی از افراد بی رحم و مبتکر به طور کلی وقت زیادی را روی دست خود داشته‌اند".

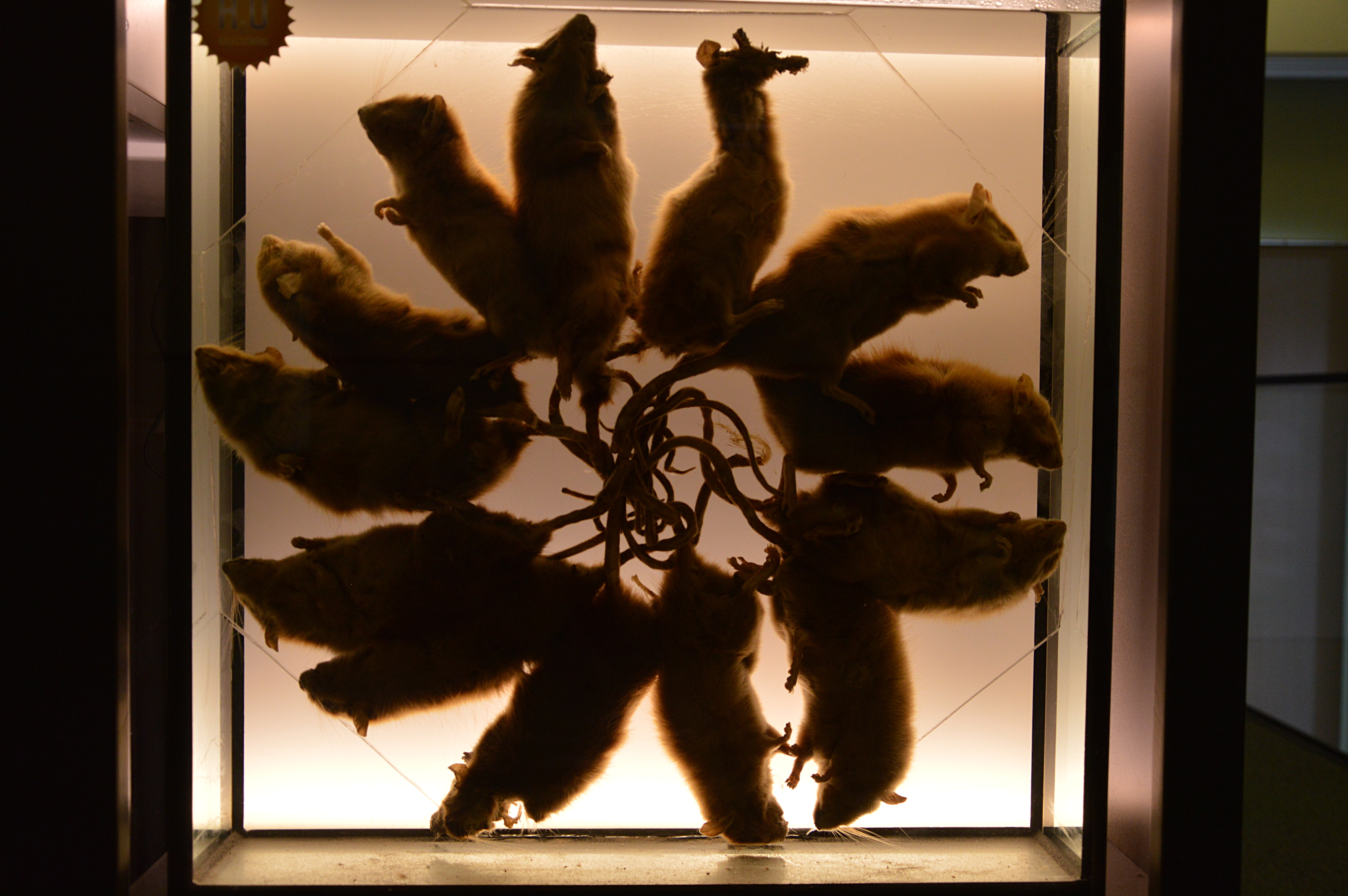
پادشاه موش صحرایی در موزه تاریخ طبیعی دانشگاه تارتو در سال ۲۰۰۵ پیدا شد

فندق شکن و موش موش از ETA هافمن دارای یک "شاه موش" است (Mausekönig) با چندین سر، به ظاهر از شاه موش چند بدن الهام گرفته شده‌است. شخصیت طور معمول به عنوان تصویر کشیده نمی چندسر در تولیدات از چایکوفسکی باله فندق شکن، بر اساس رمان. فیلم فندق شکن و چهار قلمرو که بر اساس داستان کوتاه ساخته شده‌است، به‌طور مشابه "پادشاه موش" را نشان می‌دهد، موجودی مانند شاه موش صحرایی که از توده موش‌های کوچک تشکیل شده‌است. شاه شاه در تولید "فندق شکن بزرگ روسی " باله مسکو نیز به عنوان موش سه سر به تصویر کشیده شده‌است.
هنرمند معاصر آلمانی Katharina Fritsch Rattenkönig ایجاد Rattenkönig، یک مجسمه بزرگ شاه موش در گچ در سال ۱۹۹۳ که در دوسالانه ونیز در سال ۱۹۹۹ گنجانده شد.
در قسمت یازدهم از فصل ششم گرگ نوجوان، "گفت عنکبوت به مگس"، لیام دانبار و میسون هیویت با یک پادشاه موش مواجه می‌شوند. در قسمت ششم از فصل اول 30 Rock , " Jack Meets Dennis "، دنیس دافی ادعا می‌کند که یک پادشاه موش را دیده‌است. بعداً، لیز لمون آینده خود را با دنیس توصیف می‌کند، "در زندگی یکدیگر بیشتر و بیشتر درهم می‌شود تا [او] حتی نمی‌تواند از آنجا دور شود"، و متوجه می‌شود که او یک شاه استعاره موش است. یک قسمت از مجموعه تلویزیونی خیالی NBC TV Grimm دارای یک موش کثیف هیجان انگیز و دو پا بود که در پورتلند شلیک شده بود، و توسط چندین "Rienegen" (موش صحرایی) به هم پیوسته بودند. در یک قسمت از برنامه تلویزیونی نتفلیکس، هیلدا، "روح کابوس"، یک پادشاه بزرگ موش با چشمان قرمز براق ساخته شده از تعداد نامشخصی از موش‌ها حضور داشت. این شخصیت دستفروش اسرار است و مایل است با هرکسی که شایسته‌ای به او بگوید با او شایعه بدل کند.
در شهر بی خوابی - فصل سوم Dimension 20، نمایش واقعی نمایش Dungeons and Dragons که توسط کالج هومر تولید شده‌است - با شخصیتی به نام Rat King، اجتماع صدها موش فاضلاب شهر نیویورک، روبرو می‌شویم. هیولا نقش «پادشاه» موش Rat را بازی می‌کند و تاج می‌پوشد.
در بازی ویدیویی The Last of Us Part II، توده ای جمعی از چندین انسان آلوده به عنوان یک رئیس دشمن در بازی ظاهر می‌شود. این توده جمعی به عنوان "Rat King" شناخته می‌شود زیرا تنها از چندین انسان آلوده به قارچ تشکیل شده‌است که پس از جدا شدن به مدت ۲ و نیم دهه نزدیک به یکدیگر به هم پیوسته‌اند.
در MMORPG Destiny 2 می‌توان از طریق یک فعالیت جستجوی اسلحه ای به نام Rat king بدست آورد. این توانایی ویژه ای دارد که با داشتن هر بازیکنی که پادشاه موش صحرایی دارای حداکثر ۶ بازیکن ایستاده در کنار یکدیگر است، آسیب سلاح را بیشتر می‌کند.